# Nebbia mentale
La nebbia mentale o nebbia cognitiva (dal termine inglese brain fog) meglio descritta col termine medico offuscamento della coscienza, si verifica quando una persona è leggermente meno sveglia o consapevole del normale. Perde consapevolezza del tempo o di ciò che la circonda, trova difficile prestare attenzione e si sente apatica ed inerte  Le persone descrivono questa sensazione soggettiva come se la loro mente fosse "annebbiata".

## Descrizione
Il termine offuscamento della coscienza ha sempre denotato la principale caratteristica patogenetica del delirio da quando il medico Georg Greiner ha aperto la strada al termine ( Verdunkelung des Bewusstseins ) nel 1817. Il Manuale Diagnostico e Statistico dei Disturbi Mentali (DSM) ha storicamente utilizzato il termine offuscamento della coscienza nella sua definizione di delirio. Tuttavia, il DSM-III-R e il DSM-IV hanno sostituito "offuscamento della coscienza" con "disturbo della coscienza" per rendere più facile l'operazionalizzazione, ma è ancora fondamentalmente la stessa cosa. L'annebbiamento della coscienza può essere meno grave del delirio su uno spettro di coscienza anormale . L'annebbiamento della coscienza può essere sinonimo di delirio subsindromico.
Il delirio subsindromico differisce dal delirio normale per essere complessivamente meno grave, privo di acutezza nell'esordio e nella durata, con un ciclo sonno-veglia relativamente stabile e con alterazioni motorie relativamente stabili. Le caratteristiche cliniche significative del delirio subsindromico sono la disattenzione, le anomalie del processo di pensiero, le anomalie della comprensione e le anomalie del linguaggio . Le manifestazioni cliniche complete del delirio potrebbero non essere mai raggiunte. Tra i pazienti del reparto di terapia intensiva, i soggetti subsindromici avevano la stessa probabilità di sopravvivenza dei pazienti con un punteggio di 0 nella lista di controllo del delirio, ma richiedevano cure estese a tassi superiori a pazienti con punteggio 0 (sebbene tassi inferiori rispetto a quelli con delirio completo) o hanno un livello di indipendenza funzionale post-dimissione ridotto rispetto alla popolazione generale, ma ancora più indipendenza del delirio completo.
Nella pratica clinica non esiste un test standard esclusivo e specifico; pertanto, la diagnosi dipende dall'impressione soggettiva del medico. Il DSM-IV-TR istruisce i medici a codificare le presentazioni del delirio subsindromico nella categoria varia di " disturbo cognitivo non altrimenti specificato".

## Psicopatologia
Il modello concettuale di offuscamento della coscienza è quello di una parte del cervello che regola il "livello complessivo" della coscienza parte del cervello, che è responsabile della consapevolezza di sé e dell'ambiente. Varie eziologie disturbano questa parte regolatrice del cervello, che a sua volta disturba il "livello generale" della coscienza. Questo sistema di una sorta di attivazione generale della coscienza viene chiamato "risveglio" o "veglia".
Tuttavia, non è necessariamente accompagnato da sonnolenza. I pazienti possono essere svegli (non assonnati) ma avere ancora uno stato di coscienza offuscato (disturbo della veglia). Paradossalmente i malati si dichiarano “svegli ma, in un altro modo, no”. Lipowski sottolinea che la diminuzione della "veglia" usata qui non è esattamente sinonimo di sonnolenza. Uno è uno stadio sulla via del coma, l'altro sulla via del sonno, che è molto diverso.
Il malato sperimenta una sensazione soggettiva di annebbiamento mentale descritto nelle stesse parole del paziente come sensazione di "nebbia". Un malato lo ha descritto come "Pensavo che diventasse nebbioso, in qualche modo... i contorni erano un po' sfocati". Altri possono descrivere una sensazione "distanziata". I sofferenti confrontano la loro esperienza complessiva con quella di un sogno perché, come in un sogno, la coscienza, l'attenzione, l'orientamento al tempo e al luogo, le percezioni e la consapevolezza sono disturbate. Barbara Schildkrout, MD, psichiatra e istruttrice clinica in psichiatria presso la Harvard Medical School, ha descritto la sua esperienza soggettiva di annebbiamento della coscienza, o ciò che ha anche chiamato "nebbia mentale", dopo aver assunto durante un viaggio su strada una singola dose di antistaminico clorfeniramina poiché allergica al pioppo nero americano. Descrisse di sentirsi "fuori di testa" e di essere in uno "stato di sogno" oltre ad un senso di sfiducia verso la propria facoltà di giudizio e una consapevolezza offuscata, data anche la perdita della cognizione del passare del tempo. L'annebbiamento della coscienza non è la stessa cosa della spersonalizzazione, anche se chi soffre di entrambi paragona la propria esperienza a quella di un sogno. I test psicometrici producono poche prove di una relazione tra annebbiamento della coscienza e spersonalizzazione.
Ciò può influire sulle prestazioni praticamente su qualsiasi attività cognitiva. Come ha affermato un autore, "Dovrebbe essere evidente che la cognizione non è possibile senza un ragionevole grado di eccitazione". La cognizione include percezione, memoria, apprendimento, funzioni esecutive, linguaggio, capacità costruttive, controllo motorio volontario, attenzione e velocità mentale. I più significativi, tuttavia, sono la disattenzione, le anomalie del processo di pensiero, le anomalie della comprensione e le anomalie del linguaggio. L'entità della menomazione è variabile perché la disattenzione può compromettere diverse funzioni cognitive. Chi soffre può lamentarsi di dimenticanza, di essere "confuso" o di essere "incapace di pensare in modo corretto". Nonostante le somiglianze, il delirio subsindromico non è la stessa cosa di un lieve deterioramento cognitivo ; la differenza fondamentale è che il deterioramento cognitivo lieve è un danno simile alla demenza, che non comporta un disturbo dell'eccitazione (veglia).

## Nelle malattie
Il concetto emergente di ritmo cognitivo lento è stato anche implicato nell'espressione dei sintomi della "nebbia mentale".
I pazienti che si stanno riprendendo da COVID-19 riferiscono di aver sperimentato una "nebbia cerebrale", che può riflettere un'ampia varietà di sintomi neurologici e psicologici legati al COVID-19.